# Mock Draft
Ein Mock Draft ist ein angloamerikanischer Begriff für ein vorgebliches Ergebnis aus dem Sportbereich, der auf verschiedenen Websites und in entsprechenden Zeitschriften sowie von Fans verwendet wird. Mock Draft ist auch eine Prognose der Wahlen in einem zukünftigen Entry Draft durch Fans oder Presse. Dieser kann den kompletten Draft mit allen Runden betreffen, aufgrund der sehr hohen Fehleranfälligkeit in den hinteren Runden werden jedoch oft nur die ersten Runden prognostiziert.